# Panamax

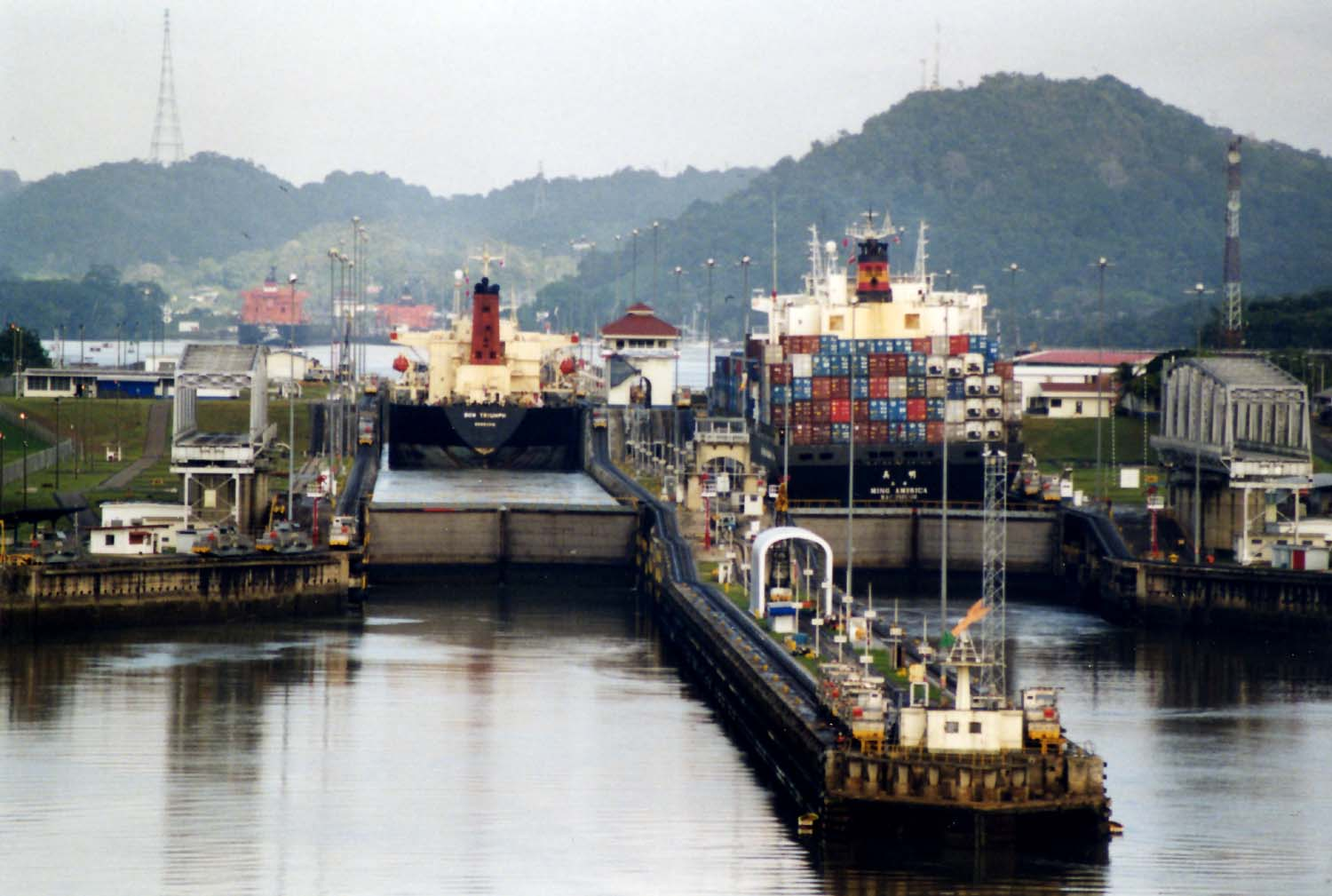
Os dois navios vistos aqui parecem quase tocar as paredes das eclusas de Miraflores

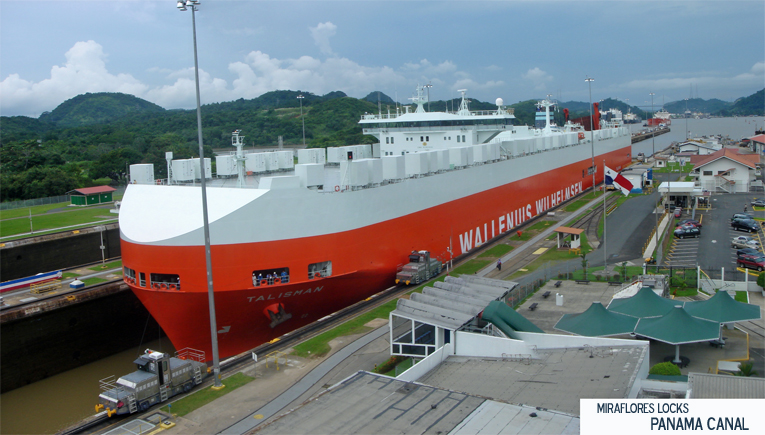
Panorama de um Panamax cruzando o Canal do Panamá.

Panamax (a forma PanMax também é empregada) é um termo que designa os navios que, devido às suas dimensões, alcançaram o tamanho limite para passar nas eclusas do Canal do Panamá até 2016, quando o canal foi ampliado. Isso significa um comprimento de 1000 pés (305 m), uma boca de 110 pés (33,5 m) e um calado de 85 pés (26 m).
Assim, um navio Panamax deve ter tipicamente no máximo um comprimento de 965 pés (294 m), uma largura de 106 pés (32,3 m) com um calado de 39,5 pés (12,04 m). Essas medidas são limites, e até 2016, restava pouco espaço para erros de navegação.
Nos padrões atuais, um navio desse tipo é considerado de tamanho médio. Diversos pós-Panamax contêineres são o mais largos possível, para um maior aproveitamento de custo. No entanto, mercadorias como cereais são transportadas principalmente em navios de tipo Panamax.

## Pós-panamax

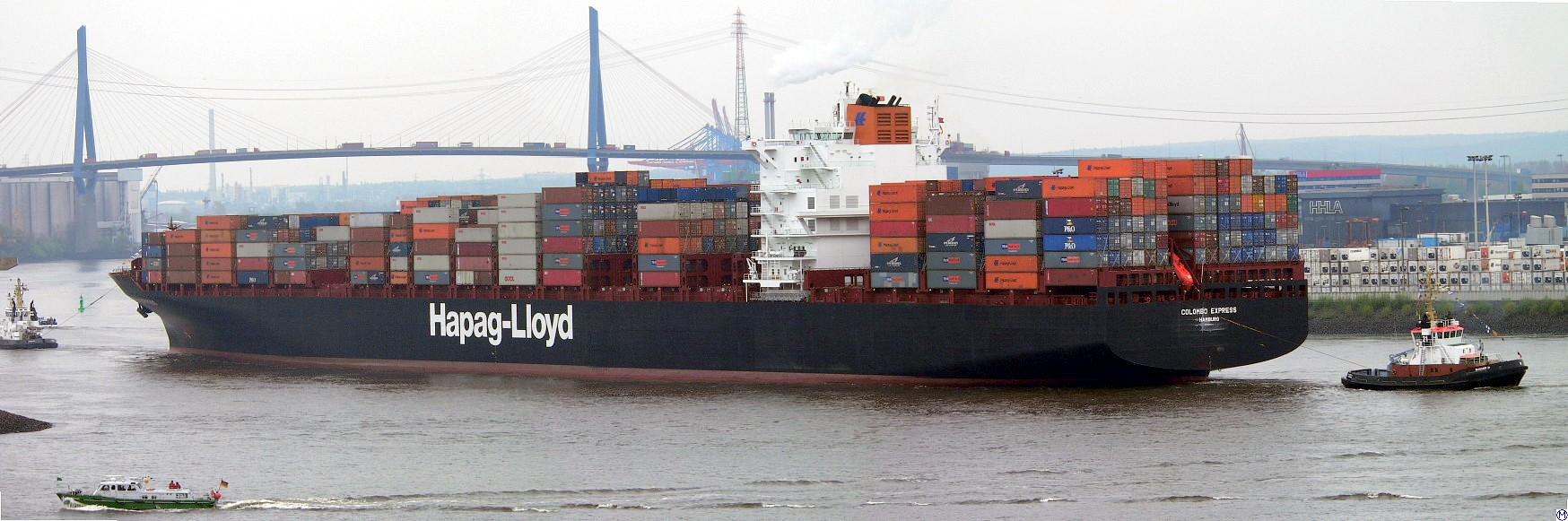
Porta-contêineres pós-panamax Colombo Express

Até à década de 1990, a dimensão da classe panamax foi sempre um fator determinante em arquitetura naval para a determinação das dimensões máximas dos navios cargueiros. No entanto, desde essa época, esse limite dimensional tem sido posto em questão em virtude do crescimento constante do tráfego marítimo e do volume de mercadorias transportado. O aumento das dimensões dos navios para valores superiores às dos limites máximos impostos à classe panamax permite realizar economias de escala no transporte marítimo. Esta classe de navios também é referida como "pós-panamax".
A classificação pós-panamax tem sido atribuída praticamente apenas aos navios porta-contêineres. Os graneleiros e os petroleiros de dimensões equiparadas são classificados como suezmax ou capesize. Fora estes tipos de navios, são raros aqueles que atingem dimensões tão elevadas. Os navios  pós-panamax têm como dimensão limite uma boca máxima de 42,80 metros. Este limite é imposto pelas dimensões máximas dos pórticos da maioria dos grandes estaleiros navais. No entanto, alguns porta-contentores mais recentes, têm bocas máximas de dimensões ainda superiores, o que os coloca já na classe dos malaccamax ou suezmax.

## Expansão do canal
Em 3 de setembro de 2007 iniciaram-se as obras para a construção de uma nova hidrovia, que permite a passagem de navios muito maiores, chamados pós-panamax. O projeto custou 4 700 milhões de euros, embora o orçamento inicial ser de 3 118 milhões de euros. Teve um atraso de mais de um ano na conclusão das obras e houve ainda um conflito que chegou a levar à paralisação da obra, em 2014.
O plano de expansão consistiu em criar um novo conjunto de comportas paralelo às existentes, que é operado simultaneamente junto às anteriores comportas. Cada conjunto ascende do nível do mar até o lago Gatún em apenas uma passagem, em oposição à situação anterior, onde havia uma passagem em duas etapas, Miraflores/Pedro Miguel.
As dimensões das novas comportas são da ordem de 427 metros de comprimento, 55 de largura e 18,3 de profundidade; a correspondente capacidade para navios será 366 metros de comprimento, 49 de largura e 15 de profundidade. Tais dimensões equivalem a um navio de containers de 12 000 TEUs (twenty-foot equivalent - containers de 6,1 metros de comprimento).